# Сеферовци (Градишка)
Сеферовци су насељено мјесто на подручју града Градишка, Република Српска, БиХ. Према попису становништва из 1991. у насељу је живјело 502 становника.

## Култура
Храм Српске православне цркве посвећен је Светим апостолима Петру и Павлу. Цркву је 14. јула 2012. освештао епископ Јефрем Милутиновић у присуству епископа Василија Качавенде, епископа Никанора Богуновића и сестринства манастира Жича, а кум је председник Републике Српске Милорад Додик. Ктитор храма је Будимир Балабан који је на дан освештења од стране СПЦ одликован Орденом Светог краља Милутина. Изградња овога храма је започета још 1938, а настављена 2006.

## Становништво
| Националност       | 1991.        | 1981.        | 1971.        |
| Срби               | 489 (97,41%) | 476 (94,25%) | 482 (99,17%) |
| Југословени        | 3 (0,59%)    | 22 (4,35%)   |              |
| Хрвати             | 3 (0,59%)    | 4 (0,79%)    | 2 (0,41%)    |
| остали и непознато | 7 (1,39%)    | 3 (0,59%)    | 2 (0,41%)    |
| Укупно             | 502          | 505          | 486          |

| Демографија | Демографија | Демографија |
| Година      | Становника  | Становника  |
| ----------- | ----------- | ----------- |
| 1961.       | 548         |             |
| 1971.       | 486         |             |
| 1981.       | 505         |             |
| 1991.       | 500         |             |